# Rui Marques
Rui Manuel Marques (Luanda, 1977. szeptember 3. –) angolai válogatott labdarúgó.

## Fordítás
- Ez a szócikk részben vagy egészben  a   Rui Marques című angol Wikipédia-szócikk fordításán alapul.  Az eredeti cikk szerkesztőit annak laptörténete sorolja fel. Ez a jelzés csupán a megfogalmazás eredetét és a szerzői jogokat jelzi, nem szolgál a cikkben szereplő információk forrásmegjelöléseként.